# Ottawa Blackjacks
Gli Ottawa Blackjacks sono una società di pallacanestro canadese con sede a Ottawa, nell'Ontario.
Fondati nel 2019, dal 2020 disputano il campionato della CEBL.

## Stagioni
| Stagione | Lega | Denominazione     | V | P  | %    | Piazzamento | Play-off   |
| -------- | ---- | ----------------- | - | -- | ---- | ----------- | ---------- |
| 2020     | CEBL | Ottawa Blackjacks | 3 | 3  | 50,0 | 4º          | Semifinale |
| 2021     | CEBL | Ottawa Blackjacks | 4 | 10 | 28,6 | 6º          | Semifinale |